# آنفوس
آنفوس قرية تابعة لبلدية الغيشة ولاية الأغواط بالجزائر، والقرية القديمة دمرها الاستعمار الفرنسي بعد هزيمته في معركة الشوابير حيث قتل له ما يزيد عن 1375 قتيل في معركة دامت اربع ساعات، أما القرية الحالية فقد بنتها الدولة الجزائرية منذ الاستقلال والحمدلله بدا سكانها ينعمون بالهدوء والصحة، لكن لا زال ينقصها الكثير كالغاز والهياكل الصحية وطرق المواصلات. يسكن قرية آنفوس عرشان أساسيان هم: عرش أولاد سرور وعرش البلة. 
وبها أماكن اشهرها العين الخضراء،  تزارين وأخيرا القعدة.